# Heinrich Stremitzer
Heinrich Stremitzer (* 21. April 1936 in Lienz; † 30. April 2016) war ein österreichischer Hochschullehrer für Betriebswirtschaftslehre.

## Leben
Nach der Matura 1954 in Lienz war Stremitzer Werkstudent in Wien und Hamburg. Als Diplom-Kaufmann (1958) wurde er 1961 in Handelswissenschaft promoviert. Zunächst Wirtschaftstreuhänder in der Privatwirtschaft, war er Assistent an der Hamburger Universität für Wirtschaft und Politik und an der Hochschule für Welthandel in Wien. 1973 für Betriebswirtschaftslehre habilitiert, folgte er dem Ruf der Hochschule für Welthandel auf den Lehrstuhl für Betriebswirtschaftslehre mit besonderer Berücksichtigung der Versicherungsbetriebslehre. Von 1980 bis 1984 war er Prärektor, Rektor und Prorektor der Hochschule. 1984 wurde er Mitglied des Corps Hansea Wien. Sein Großonkel Johann Stremitzer war Bürgermeister von Brixen von 1913 bis 1915. Sein Neffe Alexander Stremitzer ist ordentlicher Professor für Recht und Ökonomie an der ETH Zürich. Seine Tochter Eveline Stremitzer war eine österreichische Beachvolleyballspielerin, und seine Neffen Elmar Stremitzer und Armin Stremitzer waren für Österreich Europameister im Hallenhockey.